# Glen Everton Braden
Pour les articles homonymes, voir Braden.
Glen Everton Braden (19 juillet 1899-20 décembre 1967) est un homme politique canadien de la Colombie-Britannique. Il est député provincial  sous l'étiquette libéral) de la circonscription britanno-colombienne de Peace River de 1937 à 1945 et de 1949 à 1952. Il est membre de la coalition gouvernementale pendant son dernier mandat.

## Biographie
Né à Vancouver, Braden étudie sur place et opère ensuite une ferme avec sa famille aux abords de la rivière de la Paix près de Rolla. En 1928, il démarre une entreprise de vente de machinerie pour la ferme, ainsi que de voitures, d'huile et de carburant. S'établissant à Dawson Creek, il devient agent pour la British-American Oil Company (en) (plus tard acquise par Gulf Oil).
Après son passage à l'Assemblée législative, il sert en tant que président de la chambre de commerce de Dawson Creek. Il exerce aussi la fonction de maire de la ville de 1962 à 1964.
Déménageant à Calgary en 1965, il y meurt en décembre 1967 à l'âge de 68 ans,.